# Mamamoo
Mamamoo (кор. 마마무, читається як «Мамаму», стилізується як MAMAMOO) — південнокорейський жіночий гурт, сформований у 2014 році компанією RBW. До колективу входять чотири учасниці: Сола, Мунбьоль, Хвіін та Хваса. Офіційний дебют гурту відбувся 19 червня 2014 року з мініальбомом Hello і головним синглом «Mr. Ambiguous». Критики визнали їхній дебют одним із найкращих K-pop дебютів 2014 року. Вони відомі своїм талантом і здатністю поєднувати багато різних жанрів: ретро, джазу, R&B до сучасного хіп-хопу. Також отримали визнання за сильний вокал та емоційні баллади.
Mamamoo отримали численні нагороди, зокрема нагороду Golden Disk Award за Найкращий гурт, нагороду Mnet Asian Music Award за Найкращий вокальний гурт, численні нагороди на Seoul Music Awards, а також нагороду Gaon Chart Music Award за Нового виконавця року у категорії Новачок року. З моменту свого дебюту вони здобули визнання за своюу унікальність в корейській музичній індустрії; за численні виклики загальноприйнятим стандартам краси, ламання гендерних стереотипів і поведінку, непритаманну більшості типових зірок K-pop.

## Назва
Назва гурту «Mamamoo» схожа на слова, що дитина вперше лепече. Це наближення до чогось інстинктивного і примітивного, як немовля.

## Кар'єра

### 2014: Пре-дебют та дебют зHelloіPiano Man
До офіційного дебюту гурт працював з іншими артистами. 8 січня 2014 року відбулася перша спільна пісня «Don't Be Happy» с Bumkey. 11 лютого вийшла друга спільна пісня «Peppermint Chocolate» с K.Will та Wheesung. Пісня посіла 11 місце у Gaon Digital Chart у перший тиждень. 30 травня вийшла третя спільна пісня с дуетом Geeks — «Hi Hi Ha He Ho».
Офіційний дебют гурту відбувся 19 червня 2014 року з головним синглом «Mr. Ambiguous» з їхнього першого мініальбому Hello. До альбому увійшли три пісні, що вийшли раніше, та чотири нові композиції. 19 червня MAMAMOO вперше з'явилися у телепередачі M Countdown. 27 червня відбувся виступ на Music Bank с піснею «Peppermint Chocolate» спільно з K.Will та Раві з VIXX. 5 липня вони виступили з концертом в Hongik University у Сеулі. Того ж місяця відбулася прем'єра пісні «Love Lane», що увійшла у саундтрек дорами «Давай одружимося».
21 листопада вийшов другий мініальбом Piano Man з однойменним синглом. Він посів 49 місце у Gaon Digital Chart. За підсумками 2014 року MAMAMOO зайняли 19 місце у альбомному та 11 місце у спільному рейтингу чарту Gaon.
10 січня 2015 року гурт знявся у одному з епізодів телешоу Immortal Songs 2, де виконав пісню «Wait a Minute», дійшовши до фінального раунду, але програвши Кім Кьонг Хо.

### 2015:Pink Funkyта ріст популярності

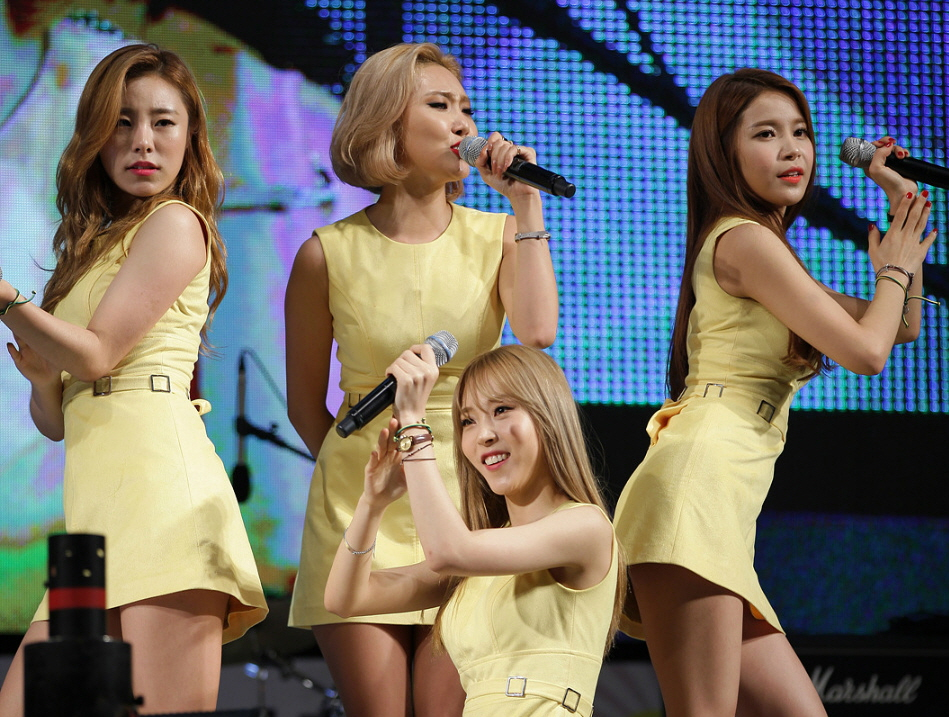
Mamamoo у 2015 році

2 квітня MAMAMOO випустили пісню «Ahh Oop!» сингл з їх третього мініальбому Pink Funky. «Ahh Oop!» стала другою колаборацією дівчат зі співачкою Esna після того, як вони разом записали пісню «Gentelman» для їх другого мініальбому.
13 червня гурт відвідав Улан-Батор, де взяв участь у концерті на честь 25-річчя створення дипломатичних відносин між Монголією та Кореєю.
19 червня вийшов третій мініальбом Pink Funky та головний сингл «Um Oh Ah Yeh» (음오아예). Пісня отримала комерційний успіх, посівши 3 строку у чарті Gaon, ставши першим топ-3 синглом гурту. 23 серпня відбувся перший фанмітінг під назвою «1st Moo Party» у Сеулі, на який прийшло 1 200 фанатів. Квітки розкупили за одну хвилину, тому гурт провів ще один фанмітинг у той самий день для такої самої кількості фанатів. Восени MAMAMOO вперше відвідали США, де 4 жовтня провели фанмітінг «Moo Party» у Лос-Анджелесі. Вони також взяли участь у 4 сезоні популярного корейського телешоу Show Me the Money.
29 серпня дівчата повернулись на Immortal Song 2 та виконали пісню «Delilah». 31 жовтня вони знов виступили з «Backwood's Mountain» (두메산골). За цей виступ вони отримали 404 бали та здобули свою першу перемогу.

### 2016:MeltingтаMemory

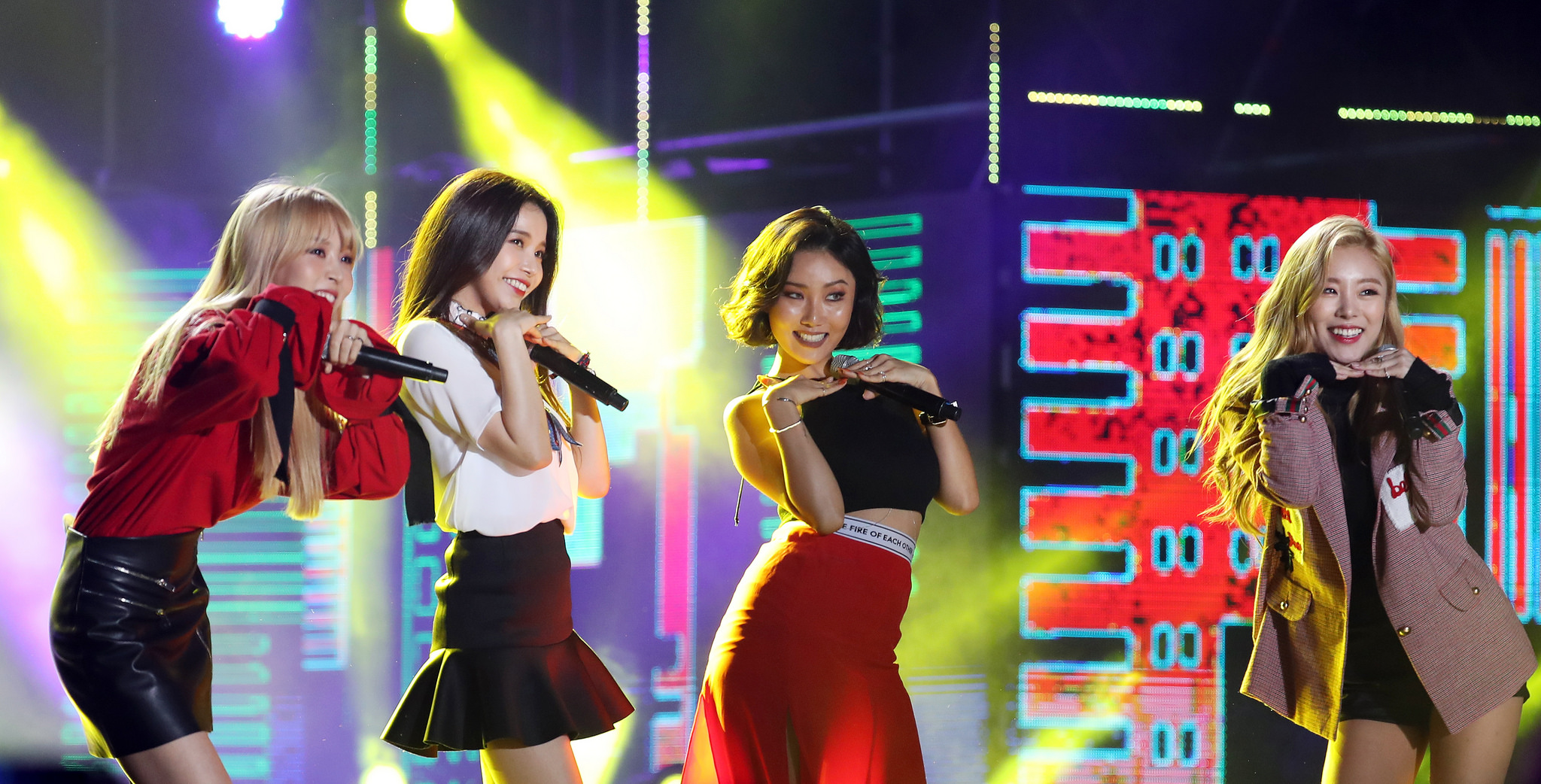
Mamamoo у 2016 році

26 січня гурт випустив R&B баладу «I Miss You», що увійшла у їхній перший студійний альбом Melting. 12 лютого вийшов трек і музичне відео «1cm/Taller than You». Альбом вийшов 26 лютого та дебютував на 3 місці у чарті альбомів Gaon. Головний трек «You're the Best» (넌 is 뭔들) також дебютував з третього місця, втім того ж тижня посів 1 місце, ставши першим хітом № 1 в кар'єрі гурту.
6 березня MAMAMOO здобули свою першу телевізійну перемогу на Inkigayo, далі були перемоги на Music Bank, M! Countdown та інших музичних програмах. В цілому з «You're the Best» (넌 is 뭔들) вони змогли виграти 8 телевізійних нагород. 16 березня гурт виступив в Остіні на фестивалі South by Southwest.
31 серпня 2016 Mamamoo випустили сингли «Angel» та «Dab Dab», що були записані саб-юнітами вокалісток (Сола і Хвіін) та реперок (Мунбьоль та Хваса) відповідно. 21 вересня вийшов цифровий сингл та музичне відео «New York». Після завершення промоції «New York» агенція Mamamoo об'явила, що гурт повернеться 7 листопада з четвертим мініальбомом Memory. Було також анонсовано, що головним треком Memory стане пісня «Décalcomanie». Незабаром після цього наприкінці року Mamamoo взяли участь у декількох музичних та шоу нагород. В той самий час відбувся реліз пісні «Love», яка увійшла до саундтреку популярного корейського телесеріалу «Гоблін».

### 2017—2018:Purple, «Paint Me»,Yellow Flower,Red MoonтаBLUE;S
З 3 по 5 березня 2017 року MAMAMOO провели серію концертів в рамках «2017 Mamamoo Concert Moosical Curtain Call». 25 березня відбулася прем'єра пісні «Double Trouble Couple», що увійшла до саундтреку дорами «Силачка До Бон Су». 22 червня відбувся реліз п'ятого мініальбому Purple. Головним синглом стала композиція «Yes I Am» (나로 말할 것 같으면), а бі-сайдом — «AZE GAG» (아재개그). Сингл швидко попав у чарт Melon за кількістю унікальних слухачів. Після першого дня Mamamoo встановили рекорд за найбільшою кількістю унікальних слухачів за 24 години з «Yes I Am» на Melon серед жіночих гуртів. 27 червня 2017 року пісня здобула першу нагороду на музичному шоу The Show, після чого здобула перемоги на Show Champion, M Countdown та Show! Music Core. Purple також посів перше місце в чарті Billboard World Albums chart.
4 січня 2018 року Mamamoo випустили сингл під назвою «Paint Me», що став прелюдією до майбутньої серії проєктів «Four Seasons, Four Colours». Мета серії — представити чотири мініальбоми, кожен з яких поєднує один колір і відповідну характеристику учасниці для кожного сезону. Гурт заявив, що хоче показати свою глибину як виконавців і представити зріліший стиль цим проєктом.
Mamamoo розпочали свій проєкт «Four Seasons, Four Colours» з випуском шостого мініальбому Yellow Flower 7 березня. Yellow Flower дебютував під номером один у чарті альбомів Gaon, ставши їхнім першим альбомом номер один з моменту дебюту в 2014 році. У той же час вийшла композиція з латиноамериканськими мотивами «Starry Night» та музичне відео до неї. «Starry Night» дебютувала і посіла друге місце в Gaon Digital Chart, заробивши 44,7 мільйона балів Gaon Index протягом дебютного тижня. Пісня також посіла 6 місце у середині року та 13 на кінець року у Gaon Digital Chart, що робить її четвертою за рейтингом піснею жіночого гурту у чарті. Пісня принесла гурту першу сертифікацію після того, як музичний чарт Gaon і Корейська асоціація музики та вмісту (KMCA) запровадили сертифікати в квітні 2018 року; у листопаді 2018 року композиція була сертифікована як платинова за 100 мільйонів стрімів, а в липні 2019 року отримала статус платинової за 2,5 мільйона платних цифрових завантажень.
1 липня 2018 року Mamamoo випустили сингл «Rainy Season» у якості пре-релізу для їхнього майбутнього альбому. «Rainy Season» посів 2 місце у Gaon Digital Chart, його випередила композиція Blackpink «뚜두 뚜두 (DDU-DU DDU-DU)». Сингл отримав номінацію у категорії Best Female Vocal Performance на Genie Music Awards у 2018 році. Гурт випустив свій шостий мініальбом Red Moon, котрий став другим у серії «Four Seasons, Four Colors», 16 липня 2018 року. Мініальбом дебютував чарті Gaon Album Chart на третьому місці з проданими 38,000 копіями у липні 2018 року. Мініальбом дебютував на четвертому місці у Billboard World Albums з 1 000 проданими копіями, що стало їхнім кращим результатом у США, а також дало змогу попасти у чарт Billboard Heatseekers Albums Chart, у який вони увійшли на 25 місці. Головний сингл «Egotistic» потрапив на четверте місце у чартах Gaon Digital Chart та Billboard World Digital Songs Sales, що стало п'ятим потраплянням гурту до топ 10.
18-19 серпня 2018 року Mamamoo провели свій третій концерт під назвою «2018 Mamamoo Concert 4Seasons S/S» у SK Olympic Handball Gymnasium в Сеулі. Квітки на концерт були розпродані за 2 хвилини.
Mamamoo випустили свій дебютний японський сингл, перезаписану версію їхнього синглу 2016 року «Décalcomanie», 3 жовтня на лейблі Victor Entertainment. До синглу також увійшов бі-сайд «You Don't Know Me», який став першою оригінальною японською піснею гурту. Сингл «Décalcomanie» досяг 11 місця у щотижневому чарті Oricon Singles з загальною кількістю проданих копій понад 9 000.
29 листопада гурт повернувся на корейськомовний ринок, випустивши свій восьмий мініальбом Blue;S, який є третьою частиною серії альбомів «Four Seasons, Four Colours». Blue;S досяг сьомого місця в чарті альбомів Gaon. Головний сингл «Wind Flower» досяг дев'ятого місця в цифровому чарті Gaon. 6 лютого 2019 року гурт випустив японськомовну версію пісні «Wind Flower», а також її бі-сайд «Sleep Talk» як свій другий японськомовний сингл. «Wind Flower» посів 16 місце в Oricon Singles Chart, а продажі перевищили 7000 примірників.

### 2019—2020:White Wind,Reality in BlackтаTravel
14 березня 2019 року Mamamoo випустили свій дев'ятий мініальбом, а також четверту й останню частину проєкту «Four Seasons, Four Colours» — White Wind з головним синглом «Gogobebe». White Wind дебютував під номером один у чарті альбомів Gaon, продавши майже 60 000 фізичних копій до квітня 2019 року. «Gogobebe» також мав комерційний успіх, досягнувши п'ятого місця в Gaon Digital Chart і посівши 72 місце в щорічному чарті. Пісня також посіла друге місце в чартах Billboard Korea K-Pop Hot 100 і Billboard World Digital Songs Sales. 27 березня гурт оголосив про свій четвертий сольний концерт під назвою «2019 Mamamoo Concert 4Seasons F/W». Концерт відбувся в Jangchung Gymnasium у Сеулі 19–21 квітня. Концерти стали грандіозним фіналом проєкту Mamamoo «Four Seasons, Four Colours», запущеного минулого року з метою відтворення ідентичності гурту.
24 липня Mamamoo випустили новий промо сингл під назвою «Gleam» у співпраці з брендом Davich Eyeglasses. Він незначного успіху, досягнувши 89 позиції в цифровому чарті Gaon і 15 позиції в чарті Billboard World Digital Songs Sales.
У серпні 2019 року було оголошено, що гурт Mamamoo братиме участь у реаліті-шоу Mnet Queendom як один з шести команд. Шоу — це «битва повернення» між шістьма популярними жіночими гуртами, щоб «визначити справжнього номер один», коли всі шість випустять свої сингли одночасно. Прем'єра Queendom відбулася 26 серпня. Вийшло десять епізодів шоу, останній вийшов в етер 31 жовтня. Під час фіналу шоу гурт було визнано переможцем Queendom. Головним призом стало повнометражне шоу-повернення, яке транслювалося на каналі Mnet. У рамках шоу Mamamoo випустили різні пісні, включаючи кавер на хіт гурту AOA 2016 року «Good Luck» і їх оригінальну фінальну пісню «Destiny».
Після перемоги на Queendom 14 листопада 2019 року Mamamoo випустили свій другий повноформатний альбом Reality in Black з головним синглом «Hip». Reality in Black дебютував і посів перше місце в чарті альбомів Gaon, тоді як «Hip» посів четверте місце в цифровому чарті. «Hip» також дебютував під номером п'ять у чарті World Digital Songs Sales і посів перше місце у чарті на другому тижні, забезпечивши гурту перший хіт номер один у чарті. 19 лютого 2020 року Mamamoo випустили свою третю японську пісню «Shampoo» як цифровий сингл. Пісня разом із японською версією «Hip» включена до японського видання Reality in Black, яке вийшло 11 березня і досягло 27 місця в Oricon Albums Chart з 2500 проданими копіями.
У січні 2020 року було опубліковано інтерв'ю OSEN з Кім До Хуном, генеральним директором і виконавчим продюсером звукозаписного лейблу Mamamoo RBW, у якому Кім детально розповів про плани та діяльність Mamamoo у 2020 році. Він згадав про успіхи участі Mamamoo в Queendom і їхнього другого корейського студійного альбому Reality in Black. А також підтвердив, що учасниці почнуть зосереджуватися на сольних проєктах, причому кожна учасниця сподівається продемонструвати свою індивідуальність, як це було для проєкту «Four Seasons, Four Colors». Мунбьоль стала першою учасницею, яка випустила сольний проєкт у 2020 році. Її дебютний мініальбом Dark Side of the Moon вийшов 14 лютого. 23 квітня Сола випустила свій дебютний сингл «Spit It Out» і супровідний сингл-альбом. Після дебюту синглу під номером 12 (і подальшого піку під номером 6), Mamamoo стали другим корейським гуртом, в якому кожна учасниця має сольну пісню в чарті Billboard World Digital Song Sales.
10 вересня Mamamoo випустили промо-сингл «Wanna Be Myself». «Ностальгічний» і «мінімалістичний» кліп вийшов разом із самою піснею та набрав 3,8 мільйона переглядів за перші 24 години після релізу. Сингл посів 93 позицію в цифровому чарті Gaon і 11 позицію в чарті Billboard World Digital Songs Sales.
У жовтні 2020 року Mamamoo анонсували свій десятий мініальбом, який мав вийти в листопаді. «Dingga» (딩가딩가), перший сингл з мініальбому, попередньо вийшов перед альбомом 20 жовтня. Поп-пісня під впливом диско, яка характеризується темами ізоляції та туги під час пандемії COVID-19, була описана Teen Vogue як «весела, холодна» танцювальна композиція, що супроводжується «вражаючим музичним відео в стилі ретро». Завдяки «простій мелодійній лінії та фанковому настрою» сингл зайняв першу десятку позицій у Південній Кореї та в чарті Billboard World Digital Songs Sales, а також потрапив у чарти Сінгапуру та Японії. Повний мініальбом Travel і його другий сингл «Aya» вийшли 3 листопада Travel отримав неоднозначну реакцію через відсутність згуртованості, і досяг другого місця в чарті альбомів Gaon. Мініальбом побив особисті рекорди продажів гурту, продавши 100 000 копій за перший день і понад 128 000 за перший тиждень, а також очолив чарти iTunes у 29 країнах. Другий сингл із Travel, «Aya», описаний як «поворот на 180 градусів» від ретро-поп-стилю «Dingga», був описаний критиками як «привабливий» і «захопливий» і досяг піку в межах топ-40 цифрового чарту Gaon.

### 2021–донині: поновлення контракту,WAW, Mamamoo+ таMic On
22 січня 2021 року RBW оголосила, що Сола і Мунбьоль продовжили свої контракти з агентством, тоді як Хвіїн та Хваса все ще обговорюють поновлення контрактів. 30 березня Хваса офіційно продовжила свій контракт з RBW, а договір Хвіїн все ще був на стадії обговорення. Пізніше RBW також офіційно підтвердили, що Mamamoo залишаться разом і не розпадуться. 1 травня Mamamoo провели глобальний віртуальний концерт на платформі прямого етеру LiveNOW, ставши першим південнокорейським музичним гуртом, який провів концерт на цій платформі.
Їхній одинадцятий мініальбом WAW вийшов 2 червня разом із головним синглом «Where Are We Now». Згідно з чартом Hanteo, WAW очолив чарти альбомів iTunes у 21 країні світу, і за перший день релізу було продано понад 40 000 примірників у країні.
11 червня RBW оголосили, що Хвіїн залишає компанію, оскільки вона вирішила не продовжувати свій сольний контракт з агентством. Однак вона підписала другий продовжений контракт, щоб залишитися учасником Mamamoo принаймні до грудня 2023 року. Таким чином, RBW залишається відповідальною за її діяльність у гурті, але більше не бере участі в її сольній кар'єрі. 31 серпня стало відомо, що Хвіїн підписала ексклюзивний сольний контракт з агентством THEL1VE.
15 вересня вийшла збірка під назвою I Say Mamamoo: The Best разом із головним синглом «Mumumuch». Альбом досяг восьмого місця в чарті альбомів Gaon. 23 березня 2022 року Mamamoo випустили японське видання The Best.
У серпні 2022 року було оголошено, що Сола і Мунбьоль створять перший офіційний підрозділ гурту — Mamamoo+, реліз альбому якого очікується наприкінці місяця. Дебютний сингл дуету «Better» за участю репера Big Naughty вийшов, як і планувалося, 30 серпня.
11 жовтня 2022 року гурт випустив свій дванадцятий мініальбом під назвою Mic On і головний сингл «Illella».
У березні 2023 року Mamamoo+ випустили cингл-альбом Act 1, Scene 1, до якого увійшли пісні «GGBB» і «LLL», а 21 березня вони випустили «Chico Malo» (나쁜놈), який поєднує реп і традиційні корейські інструменти, такі як каяґим.

## Учасниці

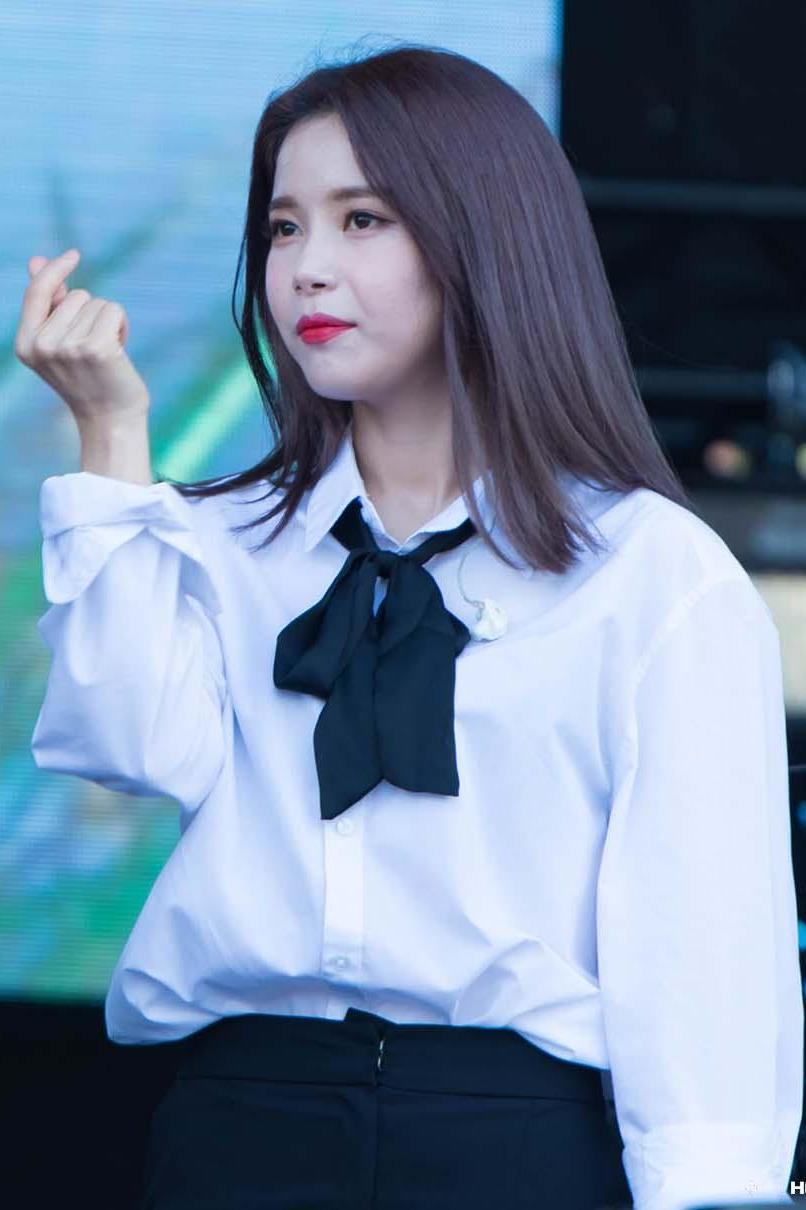
Сола
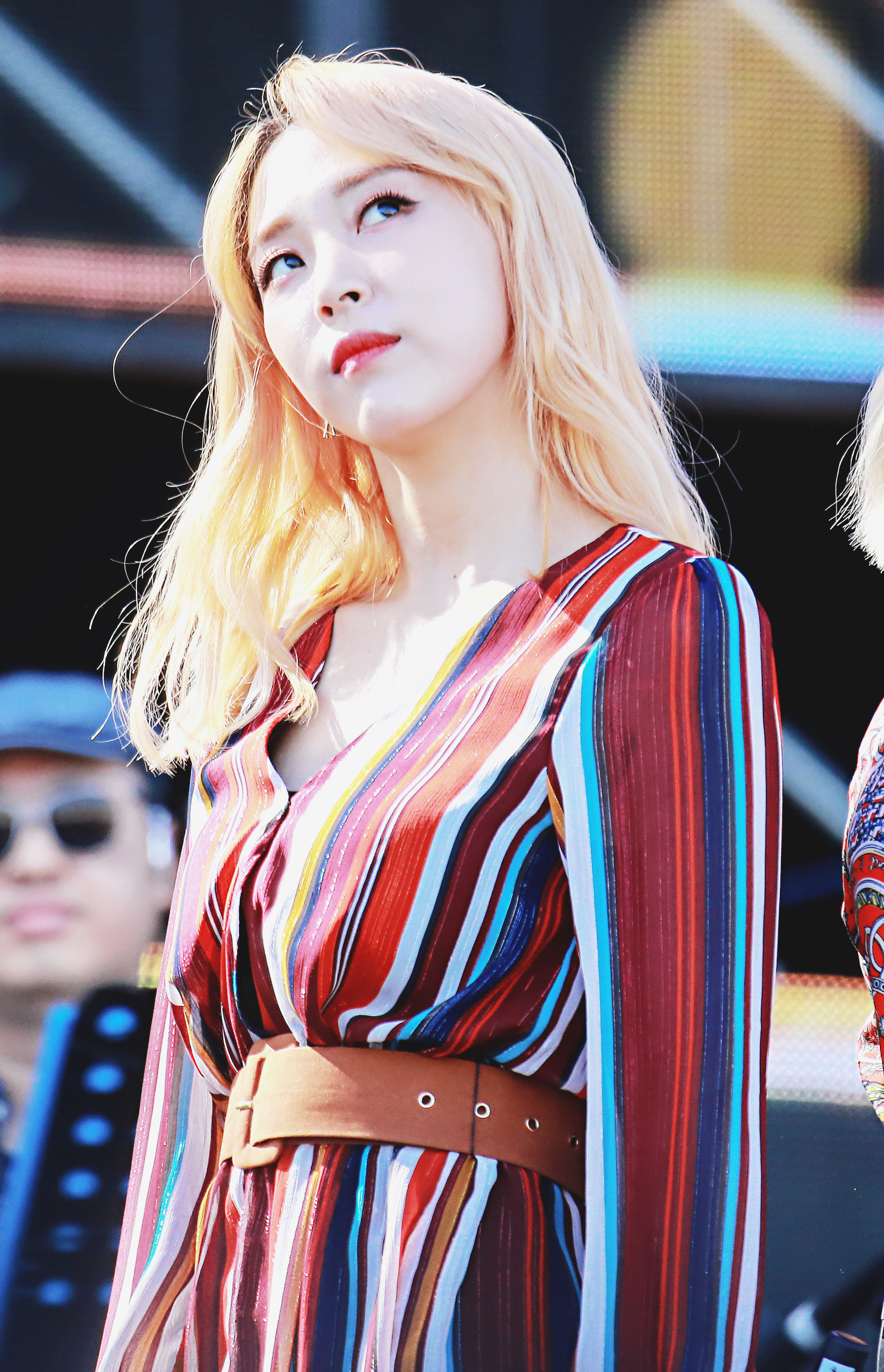
Мунбьоль
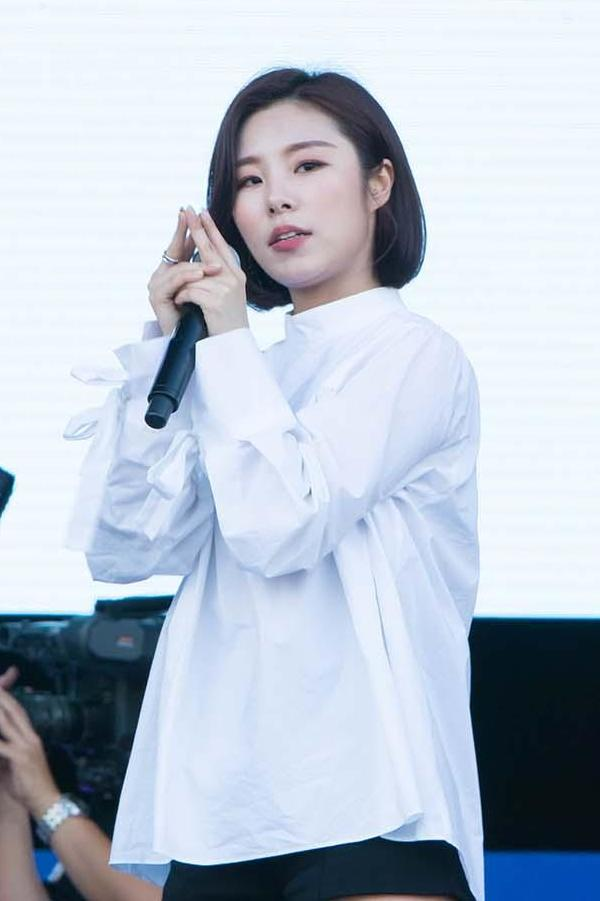
Хвіін
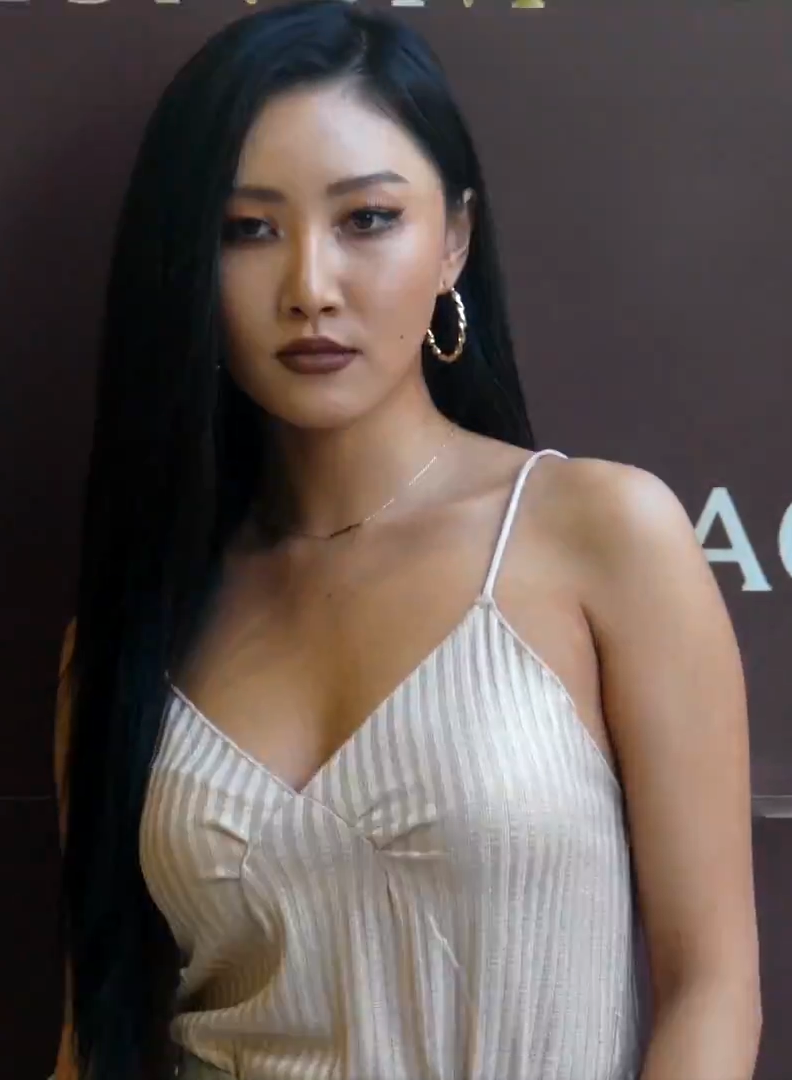
Хваса

| Сценічне ім'я | Сценічне ім'я | Сценічне ім'я | Справжнє ім'я | Справжнє ім'я | Справжнє ім'я | День народження           | Позиція у гурті            |
| Українською   | Латиницею     | Хангилем      | Українською   | Латиницею     | Хангилем      | День народження           | Позиція у гурті            |
| ------------- | ------------- | ------------- | ------------- | ------------- | ------------- | ------------------------- | -------------------------- |
| Сола          | Solar         | 솔라          | Кім Йонсон    | Kim Yongsun   | 김용선        | 21 лютого 1991 (34 роки)  | Лідерка, вокалістка        |
| Мунбьоль      | Moonbyul      | 문별          | Мун Бьолі     | Moon Byulyi   | 문별이        | 22 грудня 1992 (32 роки)  | Реперка                    |
| Хвіін         | Wheein        | 휘인          | Чон Хвіін     | Jung Wheein   | 정휘인        | 17 квітня 1995 (29 років) | Вокалістка                 |
| Хваса         | Hwasa         | 화사          | Ан Хечжін     | Ahn Hyejin    | 안혜진        | 23 липня 1995 (29 років)  | Вокалістка, реперка, макне |

## Дискографія
| Корейські альбоми - Melting (2016) - Reality in Black (2019) | Японські альбоми - 4colors (2019) - Reality in Black- «Japanese edition»(2020) |

## Концерти та тури
- Mamamoo 1st Concert: Moosical (2016)
- 2017 Mamamoo Concert Moosical Curtain Call (2017)
- 2018 Mamamoo Concert 4Seasons S/S (2018)
- Mamamoo 1st Concert Tour in Japan (2018)
- 2019 Mamamoo Concert 4Seasons F/W (2019)
- Mamamoo 2nd Concert Tour in Japan: 4season Final (2019)
- Mamamoo 3rd Concert Tour in Japan (2020)
- Moomoo Tour: «Best friend, Best Travel» (2021)
- LiveNOW K-Pop Presents MAMAMOO (2021)

### Онлайн-концерти
- Moomoo Tour: «Best friend, Best Travel» (2021)
- LiveNOW K-Pop Presents: Mamamoo (2021)
- 2021 Mamamoo Online Concert 'WAW' (2021)

## Фільмографія

### Реаліті-шоу
| Рік  | Телеканал   | Назва                      | Нотатки              | Прим.           |
| ---- | ----------- | -------------------------- | -------------------- | --------------- |
| 2016 | MBC Every 1 | Mamamoo x GFriend Showtime | 8 епізодів           | [ 146 ]         |
| 2018 | Olleh TV    | A Lucky Day                | 8 епізодів           |                 |
| 2019 | Mnet        | Queendom                   | 10 епізодів          |                 |
| 2020 | U+Idol Live | MooMoo Trip                | 6 епізодів           |                 |
| 2020 | KBS2        | Boss in the Mirror         | Епізоди 81-85        |                 |
| 2022 | Wave        | Mamamoo — Where Are We Now | Документальний       | [ 147 ]         |
| 2022 | Netflix     | Take 1                     | Учасники у 7 епізоді | [ 148 ] [ 149 ] |

### Дорами
| Рік  | Телеканал | Назва     | Роль             |
| ---- | --------- | --------- | ---------------- |
| 2016 | tvN       | Entourage | Камео (1 епізод) |

## Нагороди та номінації
З моменту дебюту у 2014 році Mamamoo отримали загалом 43 нагороди та 159 номінацій.